# 一ノ渡桜
一ノ渡 桜（いちのわたり さくら、1996年 - ）は日本の女子ライフル射撃競技選手。平成28年度下期ナショナルチーム（カテゴリーB）のメンバー。神奈川県横浜市出身。法政大学卒業。アマノ所属。

## 経歴
横浜市の高木学園女子高等学校（現・英理女子学院高等学校）に入学後、凜々しい先輩の立姿に憧れてライフル射撃を始めた。2013年3月に開催された第33回全国高等学校ライフル射撃競技選抜大会で全国大会初優勝を果たした。翌年の全国高等学校ライフル射撃競技選手権大会においても個人及び団体優勝を果たした。卒業後は法政大学に進学した。
2016年3月に開催された全日本ライフル射撃競技選手権大会10mエアライフルで208.1点の日本記録を樹立した。国際大会においては、2016年2月にオーストリアのノイジードル・アム・ゼーで開催されたパノニアトロフィー2016に出場し、3日間合計の総得点で1位となりパノニアトロフィーを獲得した。10月に開催された第71回国民体育大会では予選で大会新をマークして優勝。翌2017年10月の第72回国民体育大会でも連覇を成し遂げた。
2017年6月、出身高校に本社が隣接する機械メーカーであるアマノ株式会社がスポンサーとなり、サポートを受けることが決定した。目標に2020年東京オリンピック出場を掲げた。
2018年は第31回全日本学生射撃選手権大会（10mライフル女子立射60発）、全日本ライフル射撃選手権大会 （10mライフル女子立射60発）、第73回国民体育大会ライフル射撃競技（10mライフル女子立射40発）、Hungarian Open2018、Grand prix BELGRADE2018に、それぞれ優勝した。
2019年4月、スポンサーであったアマノへ入社し、入社と同時に設立されたライフル射撃部に所属。10月の第74回国民体育大会では、成年女子10mエア・ライフル立射60発で大会新記録（248.7点）で優勝した。伏射60発では清水綾乃（自衛隊）に次ぐ準優勝。11月にカタールのドーハで行われた第14回アジア選手権大会では、10mエアライフル女子に出場して予選17位。同月、味の素ナショナルトレーニングセンターで行われた東京オリンピック（女子10m立射60発）代表第1次選考会で出場15選手中4位になったが、上位3名までが進める最終選考会への進出は逃した。
2021年3月、東京オリンピック10mエアライフル代表最終選考会に臨んだが、代表選出を逃した。

## 人物
2020年1月1日放送の日本テレビ系列の元日バラエティー特番「ウルトラマンDASH!!」に出演し、離れた場所にあるマスカット1粒を撃ち落とす企画に挑戦した。

## 戦績
- 2013年 - 全国高等学校ライフル射撃競技選抜大会優勝
- 2014年 - 全国高等学校ライフル射撃競技選手権大会優勝
- 2016年 - パノニアトロフィー2016総合1位、全日本ライフル射撃競技選手権大会優勝（10m S40W）、第71回国民体育大会優勝（10m S40W）、第65回神奈川スポーツ賞[24]
- 2017年 - 第72回国民体育大会優勝（10m S40W）
- 2018年 - 第31回全日本学生射撃選手権大会優勝（10m S60W）、全日本ライフル射撃選手権大会優勝（10m S60W）、第73回国民体育大会優勝（10m S40W）、Hungarian Open2018優勝、Grand prix BELGRADE2018優勝
- 2019年 - 第74回国民体育大会優勝（10m S60W）・2位（10m P60W）、2019年度全日本選抜ライフル射撃競技大会優勝（10m MIX）・2位（10m S60W）[20]、第14回アジア選手権大会17位

## 受賞
- 第65回神奈川スポーツ賞（2016年）